# ريزوتانو
ريزوتانو (بالإيطالية: Resuttano)‏ هي بلدية في مقاطعة كالتانيسيتا في صقلية الإيطالية.

## السكان
في سنة 1861 بلغ عدد السكان 4٬097 نسمة، وتطور العدد ليصل في سنة 2011 لـ 2٬139 نسمة.
يظهر هذا المخطط البياني تطور النمو السكاني لـ ريزوتانو